# Calco (Italia)
Calco es una localidad y comuna de Italia ubicada en la provincia de Lecco, región de Lombardia. Su población es de 4.039 habitantes y su superficie es de 4.62 km².

## Demografía
| Gráfica de evolución demográfica de Calco entre 1861 y 2001 |
|                                                             |
| fuente ISTAT - elaboración gráfica hecha por Wikipedia      |